# Dronningens gobeliner
Dronningens gobeliner er en dansk dokumentarfilm fra 2000 med instruktion og manuskript af Lars Oxfeldt Mortensen.

## Handling
Han startede med at slagte en hest og putte den i syltetøjsglas. I dag er han professor på Det Kongelige Danske Kunstakademi og hofleverandør af moderne kunst. Billedhuggeren Bjørn Nørgaard er manden bag dronningens gobeliner. Gobelinerne var en gave til Dronning Margrethes 50 års fødselsdag i 1990, betalt af dansk erhvervsliv. Men der skulle gå 12 år, før gobelinerne var færdigvævede og ophængt på deres plads i Riddersalen på Christiansborg Slot. Billedtæpperne fortæller Danmarks historie helt fra vikingetiden op til nutiden med et kik ind i fremtiden og er blevet kaldt for det største monumentale kunstværk, der er frembragt i Danmark de sidste 100 år.